# Aleksandr Parvus
Aleksandr Lvovitch Parvus (em russo: Алекса́ндр Льво́вич Па́рвус), nascido com o nome de Izrail Lazarevitch Gelfand (Изра́иль Ла́заревич Ге́льфанд) e também conhecido pelos pseudónimos Aleksandr Molotov (Александр Молотов) e Aleksandr Moskovitch (Александр Москович) (8 de setembro de 1867 - 12 de dezembro de 1924), foi um socialista revolucionário.

## Biografia

### Primeiros anos
Parvus nasceu em Bielorrússia numa família judaica e passou a sua infância em Odessa (Ucrânia), onde começou a estebelecer os primeiros contactos com círculos revolucionários judeus relacionados com o Bund.

### Época revolucionária
Com 19 anos, marcha a Zurique, onde atinge o grau de Doutor em Filosofia em 1891. Após aderir ao marxismo, translada-se a Alemanha, onde ingressa no Partido Social-Democrata da Alemanha, onde manteve uma estreita relação de amizade com Roza Luksemburg e Wilhelm Liebknecht. Em 1900, Parvus contacta Lenin pela primeira vez em Munique, e começa uma relação amigável e com certa admiração das respetivas obras. Com efeito, Parvus financiará o jornal revolucionário Iskra, em que Lenin estava envolvido junto com outros exiliados russos como Georgi Plekhanov, Vera Zasulitch, Pavel Akselrod, Julius Martov ou Aleksandr Potresov.

### Revolução russa
Durante a Guerra Russo-Japonesa, Parvus vaticinou grandes perdas para Rússia. A exatidão da sua predição e a novidade de utilizar os fracassos de uma guerra exterior para provocar revoltas no interior colocaram Parvus numa boa posição entre os socialistas alemães. Porém, em 1905, Parvus transladou-se à Rússia utilizando documentação austro-húngara falsa. Em dezembro daquele ano, Parvus escreveu um artigo contrário à linha económica do governo que levou a população a retirar a poupança dos bancos, o que conseguiu centrar a atenção das autoridades sobre ele, mas não causar uma catástrofe financeira. Parvus foi detido, junto com Lev Trotski e outros, por participar na desestabilização do governo e por atividades antigovernamentais durante a Revolução de 1905. Parvus foi condenado a três anos de exílio na Sibéria, mas conseguiu fugir para a Alemanha, onde publicou um livro sobre a sua experiência intitulado Na Bastilha russa durante a Revolução.

### O assunto Gorki
Durante a sua estância na Alemanha, Parvus relacionou-se com o escritor russo Maksim Gorki e produziu a sua obra teatral As profundidades, cujos benefícios iriam em grande parte para o Partido Operário Social-Democrata Russo (POSDR). Porém, problemas económicos de Parvus fizeram com que fosse impossível assumir os gastos da representação, pelo que Gorki o acusou de estafa e ameaçou com denunciar Parvus. Foi Roza Luksemburg quem convenceu ambos para manter o litígio no interior do Partido. Finalmente, Parvus reintegrou o dinheiro a Gorki, mas a sua reputação, já deteriorada pelo seu gosto pelo luxo e a libertinagem, foi danificada.

### O período de Istambul
Pouco depois, Parvus transladou-se a Istambul, onde permaneceu por cinco anos. Lá, criou uma empresa mercantil de armas que obteve grandes lucros durante a Guerra Balcânica. Converteu-se no tutor político e financeiro dos Jön Türkler, e em 1912 financiou a publicação do seu jornal, Turk Yurdu.

### O período da Revolução Russa
Nesse tempo em Istambul conheceu e manteve uma relação de amizade com o embaixador alemão Hans Freiherr Von Wagenheim, quem o envolveu num projeto para desestabilizar internamente a Rússia com financiamento da Alemanha, que então estava em guerra com a própria Rússia e com os seus aliados. Von Wagenheim enviou Parvus a Berlim, onde expôs ao governo alemão o seu plano, intitulado Preparação de greves políticas maciças na Rússia. O plano pensado por Parvus recomendava a divisão da Rússia mediante o financiamento dos bolcheviques do Partido Operário Social-Democrata Russo, a agudização dos nacionalismos étnicos em várias regiões russas e o apoio aos escritores que, durante a guerra russo-alemã, continuavam a escrever contra o tsarismo. Na rede de translado de capital para os bolcheviques participaram Iakov Ganetski e Moisei Uritski, além do próprio Parvus.
Porém, as relações entre Lenin e Parvus, que se foram tornando progressivamente mais difíceis, eram já insustentáveis, pelo que Parvus começou a procurar outras vias de ação. Ademais, a sua reputação no Ministério dos Negócios Extrangeiros alemão também se deteriorava rapidamente, ao ponto de os alemães congelarem o financiamento do plano de Parvus. Contudo, após a Revolução de Fevereiro e a negativa do Governo Provisório a assinar um acordo de paz com a Alemanha, e após Parvus conseguir sabotar o maior barco de guerra russo numa ofensiva russa contra a armada turco-alemã, o governo alemão decidiu recuperar o programa de Parvus e reiniciar o financiamento dos bolcheviques. Parvus organizou também o regresso de Lenin à Rússia através da Alemanha, o que, combinado com o dinheiro fornecido por Alemanha, possibilitou o início da Revolução de Outubro de 1917 e a queda do governo de Aleksandr Kerenski.

### Retirada e morte
Parvus pediu a Lenin um papel ativo na revolução. Mas Lenin o negou, o que acabou por arruinar definitivamente as relações entre ambos. Isso acabou produzindo também um deterioramento dos contactos com Roza Luksemburg e outros socialistas alemães. Parvus reduziu paulatinamente a sua atividade política até se retirar numa ilha alemã numa mansão luxuosa. Morreu em dezembro de 1924.

## Outros artigos
- Primeira Guerra Mundial
- Revolução de 1905
- Revolução de Outubro
- Moisei Uritski